# Regression zur Mitte
Regression zur Mitte ist ein Begriff der Statistik; er bezeichnet das Phänomen, dass nach einem extrem ausgefallenen Messwert die nachfolgende Messung wahrscheinlich wieder näher am Durchschnitt liegt, falls der Zufall einen Einfluss auf die Messgröße hat.
Da dieser Effekt intuitiv nicht zu verstehen ist, führt er zu verschiedenen Denkfehlern. Zum einen werden oft illusorische Kausalzusammenhänge anstelle der zufälligen Regression gesehen, zum anderen wird bei Prognosen der dämpfende Effekt der Regression nicht beachtet, sondern der erste Messwert einfach extrapoliert. Der Satz „Der Zustand depressiver Kinder, die mit Energiedrinks therapiert werden, verbessert sich signifikant über einen Zeitraum von drei Monaten.“ ist wahr, aber wegen der Regression zur Mitte, nicht aufgrund der Wirkung der Getränke. In der Sportwelt der USA kennt man den „Fluch der Sports Illustrated“ und den „Madden-Fluch“: Ein Sportler zeigt verschlechterte Leistungen, nachdem er auf dem Titel dieses Magazins/des Spiels abgebildet wurde. Der Grund, warum sie das Titelblatt zieren, sind oft herausragende Leistungen, denen natürlicherweise eher mittelmäßige Leistungen folgen.

## Geschichte
Der Begriff geht auf die Forschungen des britischen Wissenschaftlers Francis Galton zurück, der dieses Phänomen erstmals bei einer Präsentation an der Royal Institution demonstrierte. Er nannte den Effekt reversion (1877) und später regression toward mediocrity (1885). Galton verwendete für sein Experiment auf Anraten seines Cousins Charles Darwin sowie des Botanikers Joseph Dalton Hooker Duft-Platterbsen (sweet peas), da diese zur Selbstbefruchtung neigen und ihr Gewicht und ihre Größe nicht von der sie umgebenden Feuchtigkeit abhängen. Er bestätigte, nachdem er tausende von Erbsen gewogen und vermessen hatte, dass Gewicht und Größe normalverteilt waren. Er unterteilte die Erbsen in sieben verschiedene Größenklassen und verschickte jeweils einen kompletten Satz an Freunde mit der Bitte, sie einzupflanzen. Ein von ihm selbst durchgeführtes Experiment scheiterte.
Er beobachtete, dass die Nachkommen innerhalb jeder Größenklasse ebenso normalverteilt waren wie die jedes kompletten Satzes als auch der Elterngeneration. Weiterhin beobachtete er, dass die Extreme in der Nachkommensgeneration näher zusammen lagen als bei der vorangegangenen Generation.
| Durchmesser der Eltern- und Nachkommengeneration (in 1/100 Zoll) | Durchmesser der Eltern- und Nachkommengeneration (in 1/100 Zoll) | Durchmesser der Eltern- und Nachkommengeneration (in 1/100 Zoll) | Durchmesser der Eltern- und Nachkommengeneration (in 1/100 Zoll) | Durchmesser der Eltern- und Nachkommengeneration (in 1/100 Zoll) | Durchmesser der Eltern- und Nachkommengeneration (in 1/100 Zoll) | Durchmesser der Eltern- und Nachkommengeneration (in 1/100 Zoll) | Durchmesser der Eltern- und Nachkommengeneration (in 1/100 Zoll) |
| ---------------------------------------------------------------- | ---------------------------------------------------------------- | ---------------------------------------------------------------- | ---------------------------------------------------------------- | ---------------------------------------------------------------- | ---------------------------------------------------------------- | ---------------------------------------------------------------- | ---------------------------------------------------------------- |
| Eltern                                                           | 15                                                               | 16                                                               | 17                                                               | 18                                                               | 19                                                               | 20                                                               | 21                                                               |
| Nachkommen (Durchmesser im Mittel)                               | 15,4                                                             | 15,7                                                             | 16,0                                                             | 16,3                                                             | 16,6                                                             | 17,0                                                             | 17,3                                                             |

Ebenso fand er heraus, dass er, wenn er die Mittelwerte beider Generationen aufzeichnete, diese durch eine Gerade verbinden konnte – die erste Regressionsgerade. Galton bezeichnete diesen Zusammenhang als Regression oder Rückkehr zur Mitte: „Die Rückkehr ist die Tendenz des idealen, mittleren Nachwuchstyps, vom Elterntyp abzuweichen und dabei zu dem zurückzukehren, das man grob und vielleicht billigerweise als durchschnittlichen Vorfahrentyp beschreiben könnte.“ (Reversion is the tendency of the ideal mean filial type to depart from the parental type, reverting to what may be roughly and perhaps fairly described as the average ancestral type).
Die Regression zur Mitte ist dafür verantwortlich, dass beispielsweise die Größenverteilung der Menschen keine Ausreißer nach oben oder unten aufweist, wie Galton in einer 1886 veröffentlichten Studie zur Messung der Körperlänge von über 900 erwachsenen Kindern und deren Eltern zeigte. Auch wenn außerordentlich kleine oder große Eltern Kinder in die Welt setzen, werden diese nicht stetig kleiner oder größer. Vielmehr wies er nach, dass sehr große Eltern im Allgemeinen Kinder mit einer im Vergleich zu ihnen geringeren Körpergröße haben (die aber immer noch größer als der Durchschnitt ist), während die Kinder von sehr kleinen Eltern in der Regel zwar größer als die Eltern, aber immer noch kleiner als der Durchschnitt sind.
Später erforschte Galton Genies und insbesondere ihre Nachkommen. Er fand heraus, dass, obwohl die Kinder begabt waren, sich ihr Talent näher am Durchschnitt der Bevölkerung befand als das ihrer Eltern. Schließlich führte diese Arbeit Galton zur Entwicklung des Konzepts der Korrelation.

## Volks- und Finanzwirtschaft
In der Volkswirtschaftslehre, insbesondere in der Finanzwirtschaft, wird teilweise ein darüber hinausgehendes Phänomen negativer Autokorrelation im Zusammenhang mit Ertragsraten, Renditen und Zinsen beobachtet. Es wird häufig als Mean-Reversion-Effekt bezeichnet.

## Medizin
In der Medizin bzw. Psychologie spielt das Phänomen eine wichtige Rolle in Zusammenhang mit klinischen Studien, in denen die teilnehmenden Personen nicht zufällig ausgewählt werden, sondern nach der Ausprägung des untersuchten Merkmals vor Beginn der Studie.
Wählt man beispielsweise im Rahmen einer Reihenuntersuchung (Screening) unter Routinepatienten die Gruppe der Patienten mit den höchsten Messwerten aus, z. B. Blutdruck, und untersucht diese Gruppe zu einem späteren Zeitpunkt erneut, so werden die Patienten meistens einen Wert aufweisen, der näher am Normalwert liegt – unabhängig davon, ob in der Zwischenzeit eine Behandlung erfolgt ist.